# Mobilni pregledač
Mobilni pregledač je internet pregledač dizajniran za mobilne uređaje i PDA uređaje. Optimizovani su tako da prikazuju sadržaj interneta na najefikasnije na malim uređajima. Softver za mobilni pregledač mora zauzimati malo memorije i efikasno da prima nizak kapacitet memorije i niske opsege bežičnih uređaja.Obično su to jednostavni Internet brauzeri, ali noviji, savremeni pretraživači mogu da podrže novije tehnologije kao CSS 2.1, Java Script, Ajax.
Sajtovi koji se preuzimaju sa ovih pregledača nazivaju se bežični portali ili jednom rečju Mobilni Internet. Oni mogu automatski da kreiraju verzije za mobilne uređaje, na primer ova.

## Osnovna tehnologija
Mobilni pregledači se obično povezuju preko mobilne mreže ili preko Wireless Lan-a koristeći HTTP preko TCP/IP protokola i prikazuje internet strane pisane u HTML, XHTML, Mobile Profile(WAP 2.0) ili WML(čija je preteča HDML). WML i HDML su jednostavni formati pogodni za prenos preko ograničeno propusnog opsega i bežična veza za prenos podataka-WAP. U Japanu DoCoMo je deifinisao i-mode usluge(servis) zasnovan na i-mode HTML-u koji je ekstenzija Compact HTMLA-a(C-HTML), koji je podskup HTML-a.
WAP 2.0 precizira XHTML Mobile Profile kao WAP CSS, podskupove W3C standarda XHTML-a i CSS sa manjim mobilnim ekstenzijama.
Noviji mobilni pregledači podržavaju HTML, CSS, ECMAScript i dobre mobilne tehnologije kao što su WML, I-mode HTML ili cHTML.
Da bi se prilagodili malim ekranima koristi se Post-WIMP interfejs.

## Istorija
Prvi mobilni pregledač za PDA je bio PocketWeb za Apple Newton kreiran na TECO 1994, zatim u Avgustu 1996 prvi komercijalni proizvod NetHopper. Takozvana "microbrowser" tehnologija kao sto je WAP, NTTDocmo’s i-mode platforma I Openwave’s HDML platforma, podstiče interesovanje za bežični prenos podataka.
Prvo pokretanje mobilnog pregledača na mobilnom telefonu je najverovatnije bilo 1997 kada je Unwird Planet(kasnije postaje Openwave) postavio svoj "UP.Browser" na AT&T telefonu da pruže pristup HDML-u.
Britanska kompanija STNC.doo proizvodi moblni pregledač (Hitch Hiker) 1997 sa namerom da prikaže ceo uređaj UI. Demonstracija plaforme za ove mobilne pregledače (Webwalker) koji ima 1 MIPS snagu prerade. To je bila jedna osnovna platforma koja pokrece GSM stek na istom procesoru kao i aplikacioni stek. 1999 STNC kupuje Micorsoft I HitchHiker postaje Microsoft Mobile Explorer 2.0 koji nije sličan sa Mobile Explorer-om 1.0. HitchHiker je verovao da će biti prvi mobilni brauzer koji podržava jedinstven model renderovanja, rukovanje HTML-om, WAP-om sa ECMAScript-om, WMLScript-om, POP3 I IMAP poštom jednog klijenta. Ali ipak to nije korišćeno već je kombinovano sa HTML-om i WAP-om na istim stranama iako bi te stranice bile nevažeće za druge uređaje. Mobile Explorer 2.0 je bio dostupan na Benefon Q,Sony CMD-Z5, CMD-J5, CMD-MZ5, CMD-J6, CMD-Z7, CMD-J7 I CMD-J70. Sa dodatkom za jezgro poruka i drajver modelom, ovo je bilo dovoljno snažno za određene ugrađene uređaje. Jedan takav uređaj je Amstrad e-m@iler I e-m@iler2. Ovaj kod formira osnovu za MME3.
Veće kompanije nude pretraživače za Palm OS platformu. Prvi HTML pretraživač za Palm OS 1.0 bio je HandWeb od strane Smartcode softwer kompanije napravljen 1997. HandWeb sadrži sopstveni TCP/IP stek, 1999. Smartcode kupuje Palm. Mobilni pretraživač za Palm OS platformu koji se množi nakon Palm OS 2.0 koji sadrži TCP/IP stek. Besplatan(a kasnije postao Shareware) pretraživač za Palm OS pod nazivom Palmscape, napisan 1998 od strane Kazuho Oku-a u Japanu koji je pronašao Ilnix. Do 2003 je bio u ograničenoj upoterbi.
Qualcomm kompanija je proizvela Eudora Web pregledač i pokrenut je na Palm OS-u na QCP smart telefonu. ProxiWeb je bio proxi rešenje za veb pregledače, Ian Goldberg i drugi sa Univeryiteta Kalifornija (Berkli) ga razvijaju, a kasnije kupuje PumaTech.
Mobile Explorer 3.0 objavljen 2001, dodaje iMode kompitabilnost(cHTML) i još dodatne druge vlasničke šeme. Od kombinovanja ovih šema sa WAP protokolima, MME 3.0 iimplementira OTA sinfronizaciju baza, dodaje mail, dodaje informacije klijenata(ne kao danasnji izgled) i PIM funkcionalnost. Otkazan je Sony Ericsson CMD-Z700 zato što je imao tešku integraciju sa MME 3.0. Iako je mobilni pretraživač bio ispred vremena u odnosu na svet mobilih telefona, 2002 prestaje sa razvijanjem.
2002 u Palm.doo nudi Web Pro na Tungsten PDA uredjaju zasnovan na Novarra pretraživaču. PalmSource nudi konkurentski internet pretraživač zasnovan na Access Netfront-u.
Opera Software razvija Small Screen Rendering (SSR) i Medium Screen Rendering (MSR) tehnologiju. Opera veb pregledač je u stanju da veb stranice prilagodi na male uređaje i PDA uređaje. To je takođe bio prvi široko dostupan mobilni pregledač koji podržava Ajax i prvi mobilni uređaj koji može da prođe ACID2 test.
Drugačiji od mobilnih pregledača je veb-zasnovani emulator koji koristi Virtual Handet da bi prikazao WAP strane na kompjuteru implementirani u Javi ili u HTML transcoder-u.

## Popularni mobilni pregledači
Slede neki od popularnih mobilnih pregledača. Neki mobilni pregledači su mini veb pregledači pa neki mobilni operatori podržavaju izgled za desktop i laptop računare.
| Izvor           | Android Pretraživač | Chrome | Internet Eksplorer | Safari | Opera Mini | Ostali |
| --------------- | ------------------- | ------ | ------------------ | ------ | ---------- | ------ |
| NetApplications | 22.77%              | 16.67% | 2.01%              | 47.06% | 7.82%      | 4.69%  |
| NetMarketShare  | 18.30%              | 30.06% | 2.05%              | 39.49% | 6.26%      | 3.83%  |

### Pregledači koji su uobičajeno korišćeni od strane krupnijih proizvođača mobilnih telefona i PDA prodavaca
| Pregledač                          | Tvorac               | Besplatan softver sa otvorenim kodom | Trenutna verzija                                              | Softverske licence                                                                            | Beleške |
| ---------------------------------- | -------------------- | ------------------------------------ | ------------------------------------------------------------- | --------------------------------------------------------------------------------------------- | --- |
| Amazon Silk                        | Amazon.com           | Neki                                 | Blink                                                         | Proprietary i GNU Lesser General Public License                                               | Koristi deljenu arhitekturu gde su neki od procesa izvršavani i na serveru Amazona.                         |
| Android Pregledač                  | Google               | DA                                   | Veb Kit                                                       | BSD i GNU Lesser General Public License                                                       | Pregledač koji je uključen kod Androida verzije 1.5+ ili novijim.                                           |
| Blekberi pregledač                 | Research in Motion   | Neki                                 | Mango (verzije 4.5, 4.6, 4.7, 5.0) Veb Kit (verzije 6.0+)     | Proprietary i GNU Lesser General Public License                                               | |
| Blazer pregledač                   | Palm                 | NE                                   | NetFront                                                      | Proprietary                                                                                   | Instaliran na svim novijim Palm Treos i PDA uređajima.                                                      |
| Chrome                             | Google               | Neki                                 | Veb Kit, Blink(28+)                                           | Friver pod uslovima korišćenja Gugl kroum, ali koristi delove iz Chromium (veb pretraživača). | Instaliran na Gugl uređajima sa Android operativnim sistemom (4.2+ ili novijim).                            |
| Delfin pregledač                   | MoboTap              | NE                                   | Veb Kit                                                       |                                                                                               | Instaliran na svim Bada uređajima.                                                                          |
| Firefox pregledač                  | Mozilla              | DA                                   | Gecko                                                         | Mozilla Public License                                                                        | Trenutno pušten za Android i Nokia Maemo uređaje.                                                           |
| Internet eksplorer                 | Majkrosoft           | NE                                   | Trident                                                       | Proprietary                                                                                   | Instaliran samo na Windows Phone i windows mobilnim uređajima.                                              |
| Iris pregledač                     | Torch Mobile         | Neki                                 | Veb Kit                                                       | Proprietary i GNU Lesser General Public License                                               | Obezbeđen od strane Research in Motion - Više ga ne podržavaju Windows mobilni ili Linuks uređaji.          |
| Kindle standardni veb pregledač    | Amazon.com           | NE                                   | NetFront                                                      | Proprietary                                                                                   | Označen kao "eksperimentalan"                                                                               |
| Myriad pregledač                   | Myriad Grupa         | Neki                                 | Magellan (verzija 6.X) Fugu (verzija 7.X) Veb Kit (verzija 9) | Proprietary i GNU Lesser General Public License                                               | Obezbeđen od strane Openwave 2008 godine.                                                                   |
| NetFront                           | ACCESS Co., Ltd.     | NE                                   | NetFront                                                      | Proprietary                                                                                   | |
| Pregledač Nokia serije 40          | Nokija               | Neki                                 | Veb Kit                                                       | Proprietary i GNU Lesser General Public License                                               | |
| Obigo pregledač                    | Obigo                | Neki                                 | Veb Kit (čeka se da izadje)                                   | Proprietary i GNU Lesser General Public License                                               | U potpunosti u vlasništvu Teleca AB.                                                                        |
| Opera                              | Opera Softver        | NE                                   | Presto, Blink(15+)                                            | Proprietary                                                                                   | Podoban za čitanje HTML i prikaže ga prikladno za male ekrane. Instaliran na mnogim telefonima.             |
| Pregledač za prenosivi PlayStation | Soni                 | NE                                   | NetFront                                                      | Proprietary                                                                                   | |
| Polaris pregledač                  | Infraware Inc.       | Neki                                 | Lumi (verzija 6.X) Veb Kit (verzija 7.X)                      | Proprietary i GNU Lesser General Public License                                               | Koriste ga Nokija, Samsung, LG, KYOCERA i ostali pametni telefoni i mobilni telefoni u SAD-u, Kini, Koreji. |
| S60 pregledač                      | Nokija               | DA                                   | Veb Kit                                                       | GNU Lesser General Public License                                                             | Instaliran na S60 telefoni (pretežno Nokija)                                                                |
| Safari                             | Apple                | Neki                                 | Veb Kit (VebKor)                                              | Proprietary i GNU Lesser General Public License                                               | Podrazumevan na iOS ( iPhone, iPod i iPad).                                                                 |
| Skyfire                            | Skyfire              | Neki                                 | Veb Kit                                                       | Proprietary i GNU Lesser General Public License                                               | Korišćen za Renders Flash 10, Ajaks i Silverlight sadržaj. Trenutno podržan od strane iOS i Android.        |
| uZard                              | Logicplant Co., Ltd. | NE                                   | MoRDAC                                                        | Proprietary                                                                                   | Koristi se na Samsung, LG i ostalim pametnim mobinim telefonima u Koreji.                                   |
| WebOS pregledač                    | Palm                 | Neki                                 | Veb Kit                                                       | Proprietary i GNU Lesser General Public License                                               | |
| Pregledač                          | Tvorac               | Besplatan softver sa otvorenim kodom | Trenutna verzija                                              | Softverske licence                                                                            | Beleške |

### Mobilni pregledači koje su instalirali korisnici
| Pregledač                 | Tvorac               | Trenutna verzija                            | Platforma                                                             | Softverske licence                                                                     | Beleške |
| ------------------------- | -------------------- | ------------------------------------------- | --------------------------------------------------------------------- | -------------------------------------------------------------------------------------- | --- |
| 360 veb pregledač         | Digital Poke         |                                             | iOS                                                                   |                                                                                        | |
| BOLT                      | Bitstream Inc.       | Veb Kit                                     | Java ME, Blekberi                                                     | Proprietary                                                                            | Discontinued December 2011 |
| Chrome                    | Gugl                 | Veb Kit, Blink                              | Android, iOS                                                          | Friver pod uslovima korišćenja Gugl krouma                                             | |
| UC pregledač              | UC Mobile            | U3 (baziran na Veb Kit)                     | S60, Java ME, Android, iOS, Windows Mobile, Bada                      | Proprietary Friver                                                                     | Proksi-prevodjenje je rađeno u Javi i na Simbijanu. U3 verzija na Android                                                                                               |
| Classilla                 | Cameron Kaiser       | Clecko unapređen u Geko                     | Mac OS 8, Mac OS 9                                                    | Mozilla Public License/GNU GPL/GNU Lesser General Public License                       | Iako na desktopu on koristi mobilnog korisničkog agenta kao unapred dogovorenu akciju usled korišćenja starih mašina, on služi svrsi.                                   |
| Deepfish                  | Majkrosoft           |                                             | Windows mobilni uređaji                                               | Proprietary                                                                            | Pregledač koji koristi proksi-prevodjenje (nenastavljen, nezavršen) |
| Delfin pregledač          | MoboTap              | Veb Kit                                     | Android, iOS                                                          |                                                                                        | |
| Firefox                   | Mozilla              | Gecko                                       | Maemo, Android                                                        | Mozilla Public License                                                                 | |
| ibis pregledač            | ibis inc.            |                                             | mobilni telefoni koji podržavaju Javu i Windows mobilni uređaji       |                                                                                        | |
| Links                     | Twibright Labs       |                                             | prenosni PlayStation uređaj                                           | GNU-ova opšta javna licenca                                                            | Neoficijalna arhitektura, koja zahteva prilagođavanje firvera. |
| Mercury                   | iLegendSoft, Inc.    |                                             | Android, iOS                                                          | Friver                                                                                 | |
| Minimo                    | Mozilla              | Gecko                                       | Linuks, Windows CE                                                    | Mozilla Public License/ GNU-ova opšta javna licenca/ GNU Lesser General Public License | Nezavršen |
| NetFront                  | Access Co.           | NetFront, Veb Kit                           | Linuks, S60, BREW, Android, Windows mobilni uređaji, ostali           | Proprietary                                                                            | |
| Opera Mini                | Opera Softver        | Presto                                      | Java ME, Android, Windows mobilni uređaji, iOS, Blekberi, S60, ostali | Proprietary                                                                            | Podržava mnoge mogućnosti koje ima desktop Opera, ali kod manje podržavajučih telefona može doći do prebacivanja memorije - zbog intenzivnog prevođenja proksi servera. |
| Opera za mobilne telefone | Opera Softver        | Presto, Blink                               | Android, Maemo, BREW, S60, Windows Mobilni uređaji                    |                                                                                        | Od verzije 14 počinje da se bazira na foru Kroumiuma. |
| Pale Moon                 | Moonchild produkcija |                                             | Android                                                               | Proprietary, Friver                                                                    | Zasnovan na Firefox kodu. |
| Pixo                      | Sun mikrosistemi     |                                             |                                                                       |                                                                                        | |
| Skweezer                  |                      |                                             |                                                                       |                                                                                        | |
| Skyfire                   | Skyfire Labs, Inc.   | Veb Kit (verzija 2.x+), Gecko (verzija 1.x) | Android, iOS                                                          |                                                                                        | Podrzava Flash i Ajaks. Od 31.Decembra 2010.godine više ne podržava Symbian OS ili Windows mobilne uređaje.                                                             |
| Sleipnir                  | Fenrir Inc           | Veb Kit                                     | Android, iOS, Windows mobilni uređaji                                 |                                                                                        | |
| Steel                     |                      | Veb Kit                                     | Android                                                               |                                                                                        | Nezavršen |
| Teashark                  |                      |                                             | Java ME                                                               | Proprietary, Friver                                                                    | |
| Tristit                   |                      |                                             | Mobilni telefoni koji podržavaju Javu, Blekberi                       |                                                                                        | |
| Vision                    | Novarra              |                                             | Java ME, BREW                                                         | Proprietary                                                                            | |
| WinWAP                    | Winwap Tehnologije   |                                             | Windows mobilni uređaji                                               | Proprietary                                                                            | |
| Pregledač                 | Tvorac               | Trenutna verzija                            | Platforme                                                             | Softverske licence                                                                     | Beleške |

### Mobilni HTML transkoder
Mobilni trenskoder reformatira i kompresuje veb sadržaj za mobilne uređaje i mora biti korišćen u kombinaciji sa ugrađenim ili korisnički-instaliranim mobilnim pretraživačima. Slede nekoliko vodećih usluga mobilnih transkodera.
- Openwave Web Adapter - used by Vodacom
- Vision Mobile Server
- Skweezer - used by Orange, Etisalat, JumpTap, Medio, Miva, and others
- Teashark
- Opera Mini

## Spoljašnje veze
- W3C Mobile Web Initiative — “The Mobile Web Initiative's goal is to make browsing the Web from mobile devices a reality”, explains Tim Berners-Lee, W3C Director and inventor of the Web.
- Compact HTML for Small Information Appliances — W3C NOTE 9 February 1998
- Open Mobile Alliance
- Blackberry Browser Developer site
- Top browsers review

Шаблон:Web browsers